# Hirschfeld (Brandenburg)
Hirschfeld település Németországban, azon belül Brandenburgban. Lakosainak száma 1183 fő (2023. december 31.).

## Népesség
A település népességének változása:
| Lakosok száma | 1236 | 1248 | 1219 | 1193 | 1183 |
|               | 2017 | 2019 | 2021 | 2022 | 2023 |